# Клан Макгілл

Клан Макгі́лл (англ. Clan Makgill, Clan MacGill, шотл. гел. Mac an Ghoill — клан Мак ан Гойлл) — один з кланів рівнинної частини Шотландії — Лоулендсу.

## Історія клану Макгілл

### Походження клану Макгілл

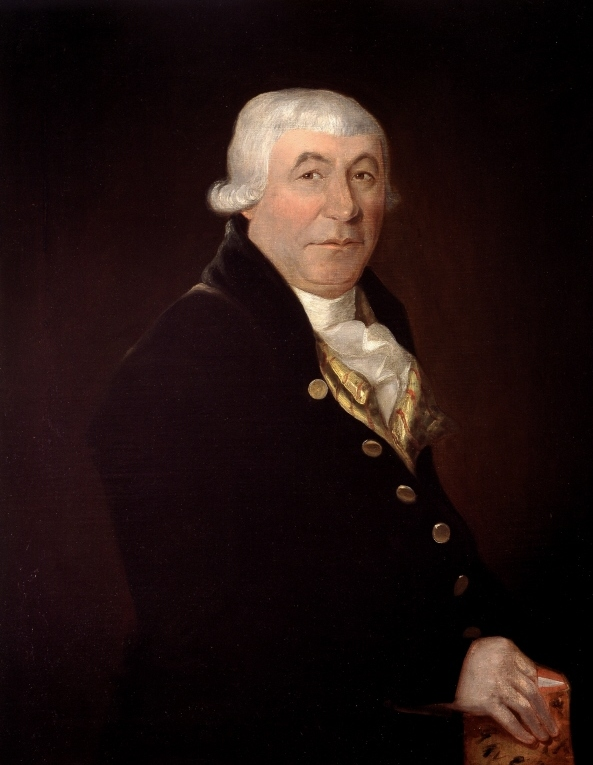
Джеймс Макгілл (1744—1813) — відомий меценат.

Історик Джордж Фрейзер Блек стверджує, що назва клану Макгілл походить від гельського виразу Мак ан Гойлл, що означає «син жителя рівнин» або «син чужинця». Клан з такою назвою був відомий в Шотландії з XIII століття. У 1231 році Моріс Макгейлл (гельск. — Maurice Macgeil) згадується як свідок у грамотах Молдена — графа Леннокса щодо земель церкви Святого Томаса Мученика в Арброті.

### XVI—XVII століття
У часи правління короля Шотландії Джеймса V вождь клану Макгілл — Джеймс Макгілл з Галловея був відомим купцем в Единбургу. Потім він став ректором Единбургу. Він підтримав реформацію церкви. Його старший син — сер Джеймс Макгілл купив маєток Незер Ранкейлур (шотл. — Nether Rankeillour) — «Маєток Порожнечі» в землях Файф. Сер Джейсм Макгілл вивчав право в університеті Единбургу і пізніше був визнаний видатним вченим в галузі юридичних наук. Він став членом коледжу юстиції в червні 1554 року, а в серпні того ж року став головою сесії юристів. Сер Джеймс Макгілл отримав титул лорд Ранкейлур і став прихильником релігійного реформатора Джона Нокса. У 1561 році, коли Марія Стюарт повернулась до Шотландії і стала королевою, Джеймс Макгілл став членом Таємної ради. Але від був залучений до змови і вбивства секретаря королеви Річчі і в результаті цього був позбавлений титулів та посад і був змушений тікати з Единбургу. Через деякий час він був помилуваний, але йому було наказано перебувати на північ від річки Тей. У грудні 1657 року за допомоги регента Мореї Макгілл був повністю відновлений у своїх правах. Пізніше він був уповноваженим регента, що висунув звинувачення королеві, що вже була скинута з трону і перебувала у вигнанні. Пізніше він був послом Шотландії в Англії з місією до королеви Англії Єлизавети І в 1571 році та в 1572 році. Коли він був відсутній, на його будинок в Единбурзі напали прихильники королеви Марії Стюарт і вбили його дружину. Він помер у 1579 році і його титули і посади успадкував його молодший брат, що володів землями Кренстон-Рідделл і отримав посаду судді в 1582 році. Він отримав титул лорд Кренстон-Рідделл. Його землі, титули і посади успадкував його син Девід у 1594 році.
Йому успадкував його син — теж Девід — ІІІ лерд Кренстон-Рідделл, що помер у 1619 році не лишивши нащадків. Його брат — Джеймс Макгілл у 1627 році отримав титул баронета Нової Шотландії та посаду голови суду в 1629 році. У 1651 році він отримав титули пера та віконта Оксфуйрд. Він помер у 1663 році. Йому успадкував його син — Роберт Макгілл — II віконт Оксфуйрд.

### XVIII— ХХ століття
Роберт Макгілл — II віконт Оксфуйрд мав сина — Томаса Макгілла, що помер у 1701 році, за 5 років до смерті батька. Таким чином у Роберта Макгілла не лишилося спадкоємців. Вільям Мейтленд — син Христини Макгілл — дочки II віконта претендував на титул віконта, але на цей же титул претендував Джеймс Макгілл у 1734 році, що був VI лордом Ранкейллор. Палата лордів відмовилася прийняти позови і Джемса Макгілла, і Вільяма Майтленда. Титул лишився вакантним. Пізніше молодша сестра Христини Макгілл — Генрієтта отримала титул віконтесси Оксфуйрд, але вона померла в 1758 році не лишивши нащадків.
Маєток Незер-Ранкейллор пізніше успадкували нащадки Фредеріка Мейтленда — шостого сина графа Лодердейла. Пізніше його нащадки стали носити прізвище Мейтленд Макгілл. Девід Мейтленд Макгілл успадкував титул віконта Крайтона Френдграута і називав себе Мейтленд Макгілл Крайтон. Це була остання людина з цього клану, що мала одночасто посаду вождя клану Крайтон (Кріхтон). У 1980 році лорд Лева заборонив вождям шотландських кланів носити подвійні прізвища і очолювати два клани одночасно. У 1986 році Джордж Хаббард Макгілл був визнаний XIII віконтом Оксфуйрд та вождем клану Макгілл.